# Knock Nevis
Knock Nevis  byl japonský supertanker, postavený loděnicemi Sumimoto Heavy Industries ve městě Jokosaka v Japonsku v roce 1976 pro řeckého rejdaře. Po nepřevzetí lodi původním objednavatelem byla loď finálně dokončena v roce 1979 pro rejdaře C. Y. Tunga z Hongkongu. Loď se plavila také pod jmény Seawise Giant (1979–1989), Happy Giant (1989–1991) nebo Jahre Viking (1991–2004), později Knock Nevis (2004–2009) a Mont (2009), kdy spolu s názvem lodi se měnili i majitelé.

## Historie
Loď byla objednána původně řeckým rejdařem a byla postavena v loděnici Sumitomo Heavy Industries, Ltd ve městě Yokosuka v Japonsku. 
Dokončená loď byla 378 m dlouhá o kapacitě 480 000 tun, tedy o velikosti jakou už měly supertankery Globtik Tokyo a Globtik London. Největší lodí byl ještě 414 m dlouhý a 63,05 m široký Pierre Guillaumat, postavený v Chantiers de l´Atlantique pro Shell Francois s kapacitou 555 051 tun. 
Dokončenou loď odmítl řecký rejdař převzít kvůli problémům s konstrukcí převodovky a souvisejícími vibracemi lodi při zkušebním provozu lodi. 
Nedokončený trup byl prodán nejprve čínské a poté hongkongské lodní společnosti Wang Tong Hao-yun, Oriental Overseas Cargo Shipping Company. Ta nechala roku 1981 rozšířit trup lodi v Oppama Shipyard společností Nippon Kokan. Trupu byla přidána 81 m dlouhá středová sekce, která loď prodloužila na 458 m a nosnost zvedla o 84 000 tun. Po přestavbě měla loď délku 458,5 metrů. Měla 46 nádrží.
Po uvedení do provozu dopravce provozoval plavidlo pod názvem Seawise Giant mezi Blízkým východem a USA. Roku 1988 loď v Hormuzském průlivu zasáhla irácká řízená střela během Irácko-íránské války. 
Loď byla odeslána do Bruneje a poté byla koupena norskou společností KS–Company na konci roku 1989. Byla opravena v loděnici Keppel Shipyard v Singapuru a přejmenována Happy Giant (česky: Šťastný gigant). Než byly opravy dokončeny byla loď přejmenována na Jahre Viking (česky: mladý Viking) a do služby se vrátila roku 1991. 
Koncem 90. let KS–Company získal nový majitel Fred Olsen s jeho společností Fred Olsen Tankers. Poté loď a největší lidský technický výtvor sloužila až do roku 2004, kdy byla zrekonstruována v suchém doku v Dubaji kvůli bezpečnosti a byla přejmenována na Knock Nevis. Loď byla dále využívána jako pobřežní zařízení pro skladování ropy a plynu v ropném poli Katar Al Shaheen v Perském zálivu. 
Loď už pětadvacet let zůstala velikostně nepřekonána. Kdyby nepřišla v polovině sedmdesátých let ropná krize, mohly by se stavět plavidla ještě daleko větší, například klíčový francouzský ropný přístav Fos-sur-Mer má doky pro lodě s kapacitou až 1 000 000 tun. 
V roce 2009 byla loď přejmenována na "MONT", a když se novým vlastníkem stala společnost Amber Development Corporation, byla opět přejmenována na její poslední plavbu na jméno Sierra Leone. 22. prosince 2009 najela loď na mělčinu u indického břehu. Loď poté byla dotažena do indického Alangu, kde v únoru 2010 začala její likvidace. 
Jedna z jejích 36 tunových kotev je vystavena v Hongkogském námořním muzeu a později přesunuta do budovy Hong Kong Goverment Dockyard na ostrově Stonecutters Island.

## Kapacita
Tanker měl výtlak 647 955 tun, maximální kapacitu 564 764 tun (uváděno i 564 739 t nebo 564 839 t) ropy, ponor 24,61 m a přepravoval 4 240 865 barelů ropy, což odpovídá 3 miliardám dolarů. Od moře dělí toto množství ropy jen 3,5 cm silný plát.

## Nevýhody obří velikosti
Tanker pojme jen několik málo přístavů, např. Le Havre ve Francii, Europort v Rotterdamu, terminály v Singapuru a Los Angeles a Khark v Íránu. Poloměr nejmenší otáčky je 3 kilometry, brzdná dráha 9 kilometrů a nastavení plného chodu zpět znamená, že loď popluje ještě přes čtvrt hodiny. Loď nemůže proplout vodními cestami, jako jsou Kielský, Singapurský nebo Lamanšský průliv, ani Panamským či Suezským průplavem. Paradoxní je, že díky uzavření Suezského průplavu se začaly stavět ty největší tankery – lodě musely obeplout Mys Dobré naděje a byly tedy žádány co největší jednorázové dodávky ropy.

## Zajímavosti

Porovnání tankeru a nejvyšších budov světa

Posádku tankeru tvořili indický kapitán a filipínští námořníci, kvůli velikosti paluby (jako 4 fotbalová hřiště) se po ní museli přesouvat na kolech. Tanker byl jedním z třiceti plavidel elitní třídy ULCC (Ultra Large Crudeoil Carrier = ultravelký ropný nosič) a jedním ze sedmi plavidel delších než 400 m a s větší nosností než 500 000 tun ropy. Mezi ty dále patří: Batillus (553 662 tun) a jeho tři sesterské lodě Bellamya (553 662 tun), Prairial (554 974 tun, přejmenován na Sea Giant a poté na Hellas Fos) a Pierre Guillaumat, největší loď před rekonstrukcí Knock Nevis roku 1981 (555 051 tun), dále pak Esso Pacific (Kapetan Giannes, 516 891 tun) a jeho sesterská loď Esso Atlantic (Kapetan Michalis, 516 421 tun). Ačkoli byly Batillus a jeho sesterské lodě výrazně menší než Knock Nevis, uvezly téměř stejně těžký náklad, protože měly o plné čtyři metry větší ponor a tím i výšku (35,01 m pro Batillus a 35,92 m pro Bellamyu, Prairial a Pierre Guillaumat vs. 29,80 m pro Knock Nevis).

## Technické informace
- Délka: 458,45 metrů
- Šířka: 68,86 metrů
- Výška: 29,80 metrů
- Kapacita: 564 764 tun
- Ponor: 24,61 metrů
- Výkon turbíny: 37 300 kW
- Typ turbín: Sumimoto Stal – Laval AP parní turbíny
- Počet turbín: 2
- Objem: 658 362 kubíků
- Posádka: 40 osob
- Prázdná hmotnost: 83 191 tun
- Výtlak: 647 955 tun
- Hrubá prostornost: 236 710 BRT
- Čistá prostornost: 214 793 NRT
- Rychlost: 16,5 uzlů

## Další informace
- IMO no: 7381154
- Postaven: prosinec 1976
- Status: sešrotován 2010
- Typ: tanker
- Podtyp: ropný, ULCC
- Názvy lodi:
  - (1976–1979): Oppama
  - (1979–1989): Seawise Giant
  - (1989–1991): Happy Giant
  - (1991–2004): Jahre Viking
  - (2004–2009): Knock Nevis
  - (2009–2010): Mont
- Vlajka: 
  - (1979–1988): Libérie
  - (1989–2009): Norsko
  - (2009–2010): Sierra Leone
- Majitelé:
  - Sumitomo Heavy Industries Ltd (1976–1979)
  - Universal Petroleum Carriers Inc (1979–1989)
  - Norman Intnl. A/S (1989–1991)
  - Loki Stream AS (1991–2004)
  - First Olsen Tankers Pte. Ltd (2004–2010)
  - Amber Development Prayati Shipping (2009–2010)